# Seguin II
Seguin II de Bordeaux comte de Bordeaux et peut-être de Gascogne  jusqu'en 845.

## Éléments de biographie
Seguin II est le fils putatif et successeur du comte Seguin Ier. Après la prise et le pillage de Saintes par les Normands le comte Seguin cherche à défendre Bordeaux contre les envahisseurs commandés par Ásgeir, il les attaque mais il est capturé et mis à mort en 845. Trois ans après les Annales de Saint-Bertin mentionnent que les Danois par la « trahison des juifs d'Aquitaine » dévastent et brûlent Bordeaux.